# Rentokil Initial
Rentokil Initial est une entreprise britannique cotée à la bourse de Londres et présente dans l'indice FTSE 250, spécialisée dans les services d'hygiène, de blanchisserie et d’aménagement floral d’intérieur pour les entreprises et les administrations. L'entreprise est présente dans plus de 60 pays.

## Histoire

Ancien logo

L'entreprise a été fondée en 1924 sous le nom de Rentokil, changé en Rentokil Initial en 1996, au moment du rachat de l'un de ses concurrents, British Electric Traction (BET).
En 1924, la compagnie se consacrait essentiellement à la dératisation ; elle s'est progressivement diversifiée, notamment grâce au rachat de BET, dans la sécurité et l'hygiène des locaux d'entreprise et d'administration, service de livraison expresse et de coursier.
BET regroupait une panoplie de services allant de services de transport à la restauration et à la location de matériel de congrès. BET était également le propriétaire de la marque « Initial », spécialisée en nettoyage industriel et pour les collectivités (le nom Initial vient du fait que l'activité d'origine de cette filiale était la location du linge, qui était marqué aux initiales des clients). Toutes les divisions de BET ont été renommées.
En septembre 2014, Rentokil acquiert pour 425 millions de dollars Steritech, une entreprise américaine spécialisée sur les produits "anti-nuisibles".

## Principaux actionnaires
Au 31 juillet 2025:
| The Bank of New York Mellon Corp. (Investment Management) | 13,02% |
| GIC Pte Ltd. (Investment Management)                      | 5,94%  |
| Independent Franchise Partners LLP                        | 4,99%  |
| Janus Henderson Investors US LLC                          | 4,87%  |
| Threadneedle Asset Management Ltd.                        | 4,73%  |
| Capital Research & Management Co. (World Investors)       | 4,57%  |
| Fidelity Management & Research Co. LLC                    | 4,29%  |
| T. Rowe Price Associates, Inc. (IM)                       | 3,62%  |
| Schroder Investment Management Ltd.                       | 3,56%  |
| AXA Investment Managers UK Ltd.                           | 3,45%  |

## Divisions
Pour les activités françaises,
- Rentokil Pest Control (lutte anti-nuisibles professionnelle),
- Rentokil Hygiene : Société Technivap (nettoyage industriel),
- Ambius, ex-Rentokil Tropical plants (paysagisme d’intérieur),
- Initial textiles (linge collectivités : hôtels, restaurants, hôpitaux & industrie ; vêtements de travail et de sécurité).
- Initial Hygiène (Papier Toilette, Savon, Essuie Main)